# Groupe de recherche en informatique, image, automatique et instrumentation de Caen
Le Groupe de recherche en informatique, image et instrumentation de Caen (ou GREYC) est un laboratoire de recherche en sciences du numérique situé à Caen.

## Présentation
Le GREYC est une unité mixte de recherche CNRS (UMR 6072) placée sous la tutelle des deux établissements universitaires caennais, l'Université de Caen Normandie et l'École Nationale Supérieure d'Ingénieurs de Caen (ENSICAEN) et du CNRS, au travers de l'Institut des sciences de l'information et de leurs interactions.